# 바르테레스 사무르가셰프
바르테레스 바르테레소비치 사무르가셰프(러시아어: Вартерес Вартересович Самургашев, 1979년 9월 13일 ~ )는 러시아의 레슬링 선수이다. 2000년 하계 올림픽 남자 그레코로만형 페더급에서 금메달을 획득했으며, 2004년 하계 올림픽에서는 웰터급 동메달을 획득했다.